# Associació Nord-americana de Radiodifusores
L'Associació Nord-americana de Radiodifusores (North American Broadcasters Association, NABA) és un grup sense finalitats de lucre d'organitzacions de radiodifusió als Estats Units, Canadà i Mèxic. Està compromès a promoure els interessos de les emissores nacionalment i internacional. La seva seu està a la ciutat canadenca de Toronto.
Fundada en 1972, NABA crea l'oportunitat perquè les emissores nord-americanes comparteixin informació, identifiquin interessos comuns i aconsegueixin un consens sobre temes internacionals.Aquesta també proporciona representació per a les emissores d'Amèrica del Nord en fòrums globals sobre temes que inclouen la protecció del contingut, les preocupacions relacionades amb l'espectre, la integritat territorial dels senyals de les emissores i els problemes de transició digital.
Els membres de NABA, que representen les emissores de la xarxa tant públiques com privades, treballen en conjunt, incloses les associacions nacionals de transmissió, els serveis especialitzats, els proveïdors de serveis i els proveïdors per brindar una veu comuna a la comunitat de radiodifusió d'Amèrica del Nord.